# Willem de Vos

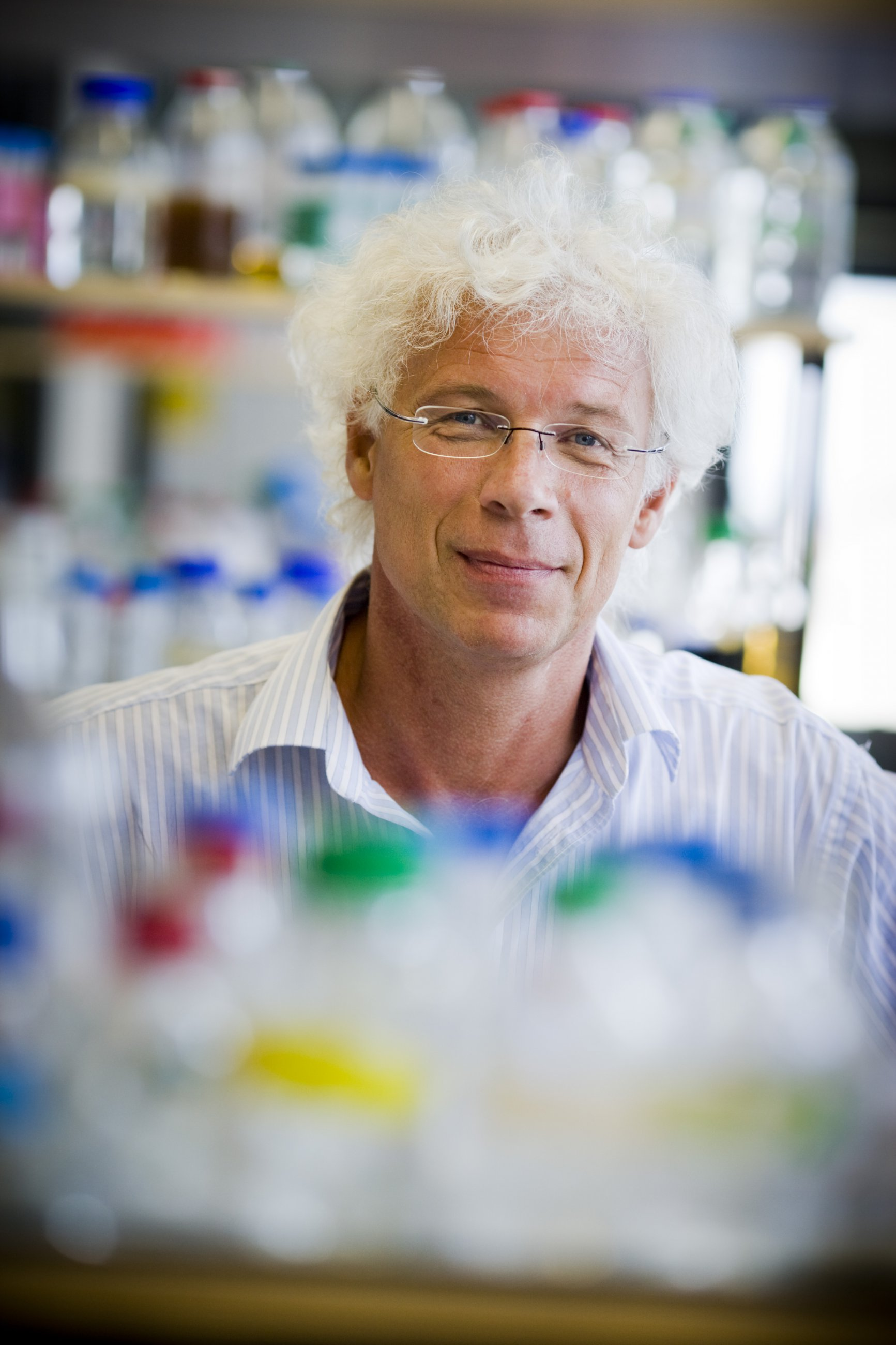
Willem de Vos (2008)

Willem de Vos (* 30. Oktober 1954 in Apeldoorn) ist ein niederländischer Mikrobiologe und Professor an der Universität Wageningen.
De Vos studierte Biologie und Biochemie an der Universität Groningen mit dem Abschluss 1978 und wurde 1983 promoviert, wobei er teilweise am Max-Planck-Institut für Molekulare Genetik in Berlin forschte. Als Post-Doktorand war er in England und leitete danach eine Forschungsgruppe am Niederländischen Institut für Milchprodukte-Forschung (jetzt NIZO Food Research). 1987 wurde er Forschungsleiter und gleichzeitig in Teilzeit Professor in Wageningen mit einer vollen Professur ab 1994. Seit 2007 ist er auch in Teilzeit Professor an der Universität Helsinki.
Er untersucht Bakterien der menschlichen Darmflora und konnte als einer der Ersten durch DNA-Analysen die Existenz einer individuellen, teilweise genetisch bedingten Darmflora nachweisen. Er sucht insbesondere solche Bakterienstämme, die einen positiven Einfluss auf die Gesundheit haben und sieht das als Therapieansatz. Er konnte zum Beispiel in einer Studie zeigen, dass bei Übergewichtigen mit Problemen beim Zuckerstoffwechsel die Injizierung von Darmflora von normalen, schlanken Probanden zu einer Normalisierung des Zuckerstoffwechsels führte.
Er entdeckte, dass Milchsäure-Bakterien über spezielle Peptide miteinander kommunizieren und so das Wachstum anderer Bakterienstämme regulieren können. Er entwickelte Methoden, den Stoffwechsel von Milchsäurebakterien zu manipulieren mit Anwendung auf die Verbesserung der Produktion von Käse, Süßstoffen, Vitaminen und Geruchsstoffen.
2008 erhielt er den Spinoza-Preis. Seit 2009 ist er Akademieprofessor der KNAW.

## Schriften
- mit C. A. Kolmeder: Darmmikrobiota: Kleine Organismen – große Wirkung, in: Manfred Schartl, Julia Maria Erber-Schropp (Hrsg.), Chancen und Risiken der modernen Biotechnologie, Springer 2014, 53–68
- mit Bogert, B. van den, Leimena, M.M., Zoetendal, E.G., Kleerebezem, M: Functional Intestinal Metagenomics. In: F. J. de Bruijn: Handbook of Molecular Microbial Ecology II: Metagenomics in Different Habitats, Wiley-Blackwell 2011, Kapitel 18